# EA Sports FC 25
EA Sports FC 25 (también conocido como FC 25) es un videojuego de fútbol, desarrollado por EA, y publicado por EA Sports. Es la segunda entrega de la serie EA Sports FC y la trigésimo segunda si se incluyen las entregas bajo el nombre de EA Sports FIFA, conocido popularmente como FIFA. Fue lanzado a nivel mundial el 27 de septiembre de 2024 para Nintendo Switch, PlayStation 4, PlayStation 5, Microsoft Windows, Xbox One y Xbox Series X/S.

## Portada
La portada de la Edición Estándar del juego presenta al centrocampista del Real Madrid C.F, Jude Bellingham.

## Licencias

### Fútbol masculino

#### Ligas
| Confederación                         | Competición                            |
| ------------------------------------- | -------------------------------------- |
|                                       | Liga de Campeones de la UEFALicenciada |
| Liga Europa de la UEFALicenciada      |                                        |
| Liga Conferencia de la UEFALicenciada |                                        |
| Bundesliga                            |                                        |
| Bundesliga 2                          |                                        |
| 3. Liga                               |                                        |
| Ö. Bundesliga                         |                                        |
| Pro League                            |                                        |
| 3F Superliga                          |                                        |
| cinch Prem                            |                                        |
| LaLiga                                |                                        |
| LaLiga Hypermotion                    |                                        |
| Ligue 1 McDonald's                    |                                        |
| Ligue 2 BKT                           |                                        |
| Premier League                        |                                        |
| EFL Championship                      |                                        |
| EFL League One                        |                                        |
| EFL League Two                        |                                        |
| SSE Airtricity PD                     |                                        |
| Serie A Enilive                       |                                        |
| Serie BKT                             |                                        |
| Eliteserien                           |                                        |
| Eredivisie                            |                                        |
| PKO BP Ekstraklasa                    |                                        |
| Liga Portugal                         |                                        |
| Superliga                             |                                        |
| Allsvenskan                           |                                        |
| Credit Suisse Super League            |                                        |
| SüperLig                              |                                        |
|                                       | ROSHN Saudi League                     |
| A-League                              |                                        |
| K-League 1                            |                                        |
| CSL                                   |                                        |
| ISL                                   |                                        |
|                                       | Copa Libertadores de AméricaLicenciada |
| Copa SudamericanaLicenciada           |                                        |
| Recopa SudamericanaLicenciada         |                                        |
| Liga Profesional de Fútbol            |                                        |
|                                       | MLS                                    |
|                                       | Resto del mundo                        |
| Qarabağ FK                            |                                        |
| Al Ain FC                             |                                        |
| APOEL FC                              |                                        |
| Atlético Nacional                     |                                        |
| Dinamo Zagreb                         |                                        |
| Hajduk Split                          |                                        |
| HJK Helsinki                          |                                        |
| AEK Athens                            |                                        |
| Olympiacos FC                         |                                        |
| Panathinaikos                         |                                        |
| PAOK                                  |                                        |
| Ferencvárosi TC                       |                                        |
| Slavia Praha                          |                                        |
| Sparta Praha                          |                                        |
| Viktoria Plzeň                        |                                        |
| Dynamo Kyiv                           |                                        |
| Shakhtar Donetsk                      |                                        |
| MLS All Stars                         |                                        |
| Soccer Aid                            |                                        |

#### Selecciones
| Confederación     | Selección     |
| ----------------- | ------------- |
|                   | Alemania      |
| Croacia           |               |
| Dinamarca         |               |
| Finlandia         |               |
| Escocia           |               |
| España            |               |
| Francia           |               |
| Gales             |               |
| Hungria           |               |
| Inglaterra        |               |
| Irlanda           |               |
| Irlanda del Norte |               |
| Islandia          |               |
| Italia            |               |
| Noruega           |               |
| Países Bajos      |               |
| Polonia           |               |
| Portugal          |               |
| Rumania           |               |
| República Checa   |               |
| Suecia            |               |
| Ucrania           |               |
|                   | Argentina     |
|                   | México        |
| Estados Unidos    |               |
|                   | Catar         |
|                   | Ghana         |
| Marruecos         |               |
|                   | Nueva Zelanda |

### Futbol femenino

#### Ligas
| Confederación                  | Competición                   |
| ------------------------------ | ----------------------------- |
|                                | UEFA Women´s Champions League |
| Google Pixel Frauen-Bundesliga |                               |
| Liga F                         |                               |
| Arkema Premiére Ligue          |                               |
| Barclays Women´s Super League  |                               |
|                                | NWSL                          |

## Novedades

#### FC IQ
Se trata de una revisión integral del sistema táctico, que permitirá a los jugadores influir en las estrategias del equipo de manera más efectiva. Incluye tácticas de equipo modernizadas y una IA más inteligente para los compañeros de equipo, lo que permite una experiencia de juego más dinámica. Los jugadores ahora pueden emular las tácticas de entrenadores famosos, adaptando las formaciones con fluidez durante los partidos.

#### Roles por jugador
El juego introduce roles distintos para los jugadores, mejorando cómo encajan en las estrategias del equipo. Esta característica está diseñada para garantizar que los jugadores sean utilizados de manera efectiva de acuerdo con sus fortalezas, lo que hace que la composición del equipo sea más crítica que nunca.

#### Novedades de Arquero
Se han agregado nuevas mecánicas de juego para los porteros, lo que brinda más profundidad a la posición y permite estilos de juego variados.

#### Modo Rush
Los jugadores pueden formar equipo con amigos en un nuevo modo 5v5, que añade un nuevo elemento competitivo al juego.

### Ligas
Para esta edición las ligas son las mismas que aparecieron en FC 24, la única novedad el regreso a la Roma y al Napoli pero se pierden las licencias al Inter y el Milan (Debido a que hicieron contrato exclusivo con el juego rival eFootball)

#### Selecciones Nacionales
Para esta edición, se destaca las ausencias de las selecciones de Bélgica, pero se añade a la selección de Finlandia femenil.

## Banda Sonora
El 16 de septiembre, EA anuncio la banda sonora de EA Sports FC 25 contando con éxitos como:
- 49th & Main ft. A Little Sound - Can't Walk Away
- 1300 ft. Easymind & Oddeen - Wire
- ACRAZE, Joey Valence & Brae - Heard It Like This
- Ahadadream, Priya Ragu & Skrillex - TAKA
- Alex Spencer - Nightmares
- Alok & Brô MC's - JARAHA
- Anaïs x Toddla T x Nadia Rose x LEVi - Hey Hey Hey
- Andruss & Sam Collins - PAPI
- Angélica Garcia - Juanita
- AntsLive - Richer
- Apashe ft. Geoffroy - Lost In Mumbai
- Taylor Swift - The Bolter

## Recepción
EA FC 25 obtuvo críticas favorables de los críticos para la versión de PlayStation 5 y "mixto o promedio" para la versión de Xbox Series X/S, según Metacritic. Además, el 68% de los críticos recomendaron el juego, según OpenCritic.